# Агнес (Бранденбург-Люнебург)
Вижте пояснителната страница за други личности с името Агнес.
Агнес (на немски: Agnes; * ок. 1298; † 27 ноември 1334, Брауншвайг) е маркграфиня на Бранденбург и херцогиня на Брауншвайг и Люнебург.

## Живот
Тя е дъщеря на Херман III (1275 – 1308) от младата линия на род Аскани, маркграф на Бранденбург, и Анна Австрийска (1280 – 1327) от род Хабсбурги, дъщеря на крал Албрехт I Хабсбургски.
Агнес е наследничка на Алтмарк. Погребана е в капелата Св. Лауренций в катедрала „Св. Блазии“ на Брауншвайг.

## Бракове
1-ви брак: през 1309 г. с Валдемар (1281 – 1319), маркграф на Бранденбург от старата линия на род Аскани. Бракът им остава бездетен. Валдемар умира през 1319 г.
2-ри брак: на 14 декември 1319 г. с херцог Ото I (1292 – 1344) от Брауншвайг-Гьотинген (1290 – 1344) от род Велфи. От първия си брак той има една дъщеря Агнес (1317 – 1371). От 1329 г. Агнес и Ото се наричат господарка и господар на Алтмарк. След смъртта на херцогиня Агнес той се отказва след военна загуба през 1341 г. от наследството за 3000 сребърни марки в полза на другия предендент Лудвиг Бавареца.